# Georg Friedrich Kauffmann
Georg(e) Friedrich Kauffmann (* 14. Februarjul. / 24. Februar 1679greg. in Ostramondra; † 27. Februar 1735 in Merseburg) war deutscher Organist und Komponist des Barock.

## Leben

### Ausbildung und berufliche Stationen
Kauffmann erhielt ersten Orgelunterricht bei Johann Heinrich Buttstedt in Erfurt und setzte seine Studien dann bei Johann Friedrich Alberti in Merseburg fort, bei welchem er auch Unterricht in Komposition erhielt.
Als Alberti 1698 einen Schlaganfall erlitt, infolgedessen seine rechte Hand gelähmt wurde, übernahm Kauffmann als sein Substitut den Orgeldienst und wurde nach Albertis Tod im Jahre 1710 zum fürstlich sächsisch-merseburgischen Hof- und Domorganisten bestellt und schließlich zum Direktor der gesamten Kirchenmusik und zum Hofkapellmeister ernannt.
Durch Abschriften seiner Werke wurde Kauffmann als Komponist schnell über den Merseburger Raum hinaus bekannt, so wurde seine Musik auch in Halle und Leipzig gespielt und die Universität Leipzig beschloss, Kauffmann als Sachverständigen zur Begutachtung der neu erbauten Orgel der Paulinerkirche zu wählen.

### Bewerbung um die Stelle des Thomaskantors
Im Herbst des Jahres 1722 gehörte Kauffmann zusammen mit Christoph Graupner und Johann Sebastian Bach zu den sieben Bewerbern um die Nachfolge Johann Kuhnaus als Leipziger Thomaskantor.
Nach einem Bericht des Hollsteinischen Correspondenten aus Hamburg vom 8. Dezember 1722 dirigierte Kauffmann am 29. November 1722, dem 1. Adventssonntag, seine Probekantate. Weil seinen Mitbewerbern Graupner und Bach je zwei Kantatenaufführungen zugestanden worden waren, gestattete der Leipziger Stadtrat auch ihm auf sein Bitten hin eine weitere Probeaufführung.
Schließlich verzichtete Kauffmann aber zu Gunsten Graupners auf seine Bewerbung, und da Graupner auf Geheiß seines Dienstherrn, des Landgrafen Ernst Ludwig von Hessen-Darmstadt, die Berufung zum Thomaskantor ablehnen musste, wurde schließlich Bach im Jahre 1723 als neuerThomaskantor bestellt.

### „Harmonische Seelenlust“
Ab 1733 gab Kauffmann auf Subskriptionsbasis die Harmonische Seelenlust heraus, die erste gedruckte Sammlung von Choralvorspielen für Orgel seit Samuel Scheidts Tabulatura Nova (1624). Diese Sammlung sollte sämtliche Choralbearbeitungen Kauffmanns erhalten, jedoch starb dieser, bevor die Ausgabe komplett erschienen war, an Schwindsucht und seine Witwe führte die Veröffentlichung bis zum Jahre 1736 fort. Dies scheint der Grund dafür zu sein, dass sich in den späteren Ausgaben auch einige Stücke von Johann Gottfried Walther und Friedrich Wilhelm Zachow finden.
Insgesamt finden sich in der Harmonischen Seelenlust 66 Generalbass-Choräle und 98 Choralvorspiele.
Da Kauffmann anhand der Disposition der Merseburger Domorgel, die während seiner Amtszeit umgebaut worden war, viele der Stücke mit Registerangaben versehen hatte, ist ein Einblick in die Registrierpraxis der damaligen Zeit möglich. Auch finden sich Tempoangaben und Verzierungsvorschläge von Kauffmanns Hand.

## Werke (Auswahl)
- Die Himmelfahrt Christi (Oratorium)
- Die Liebe Gottes ist ausgegossen (Kantate zum Pfingstfest)
- Komm, du freudenvoller Geist (Kantate zum 2. Pfingsttag)
- O ich elender Mensch, wer wird mich erlösen (Dialogkantate)
- Nicht uns, Herr, sondern deinem Namen gib Ehre (Kantate zum Fest Mariae Heimsuchung)
- Unverzagt, beklemmtes Herz (Solo-Kantate zum 11. Sonntag nach Trinitatis)
- Introduzione alla Musica antica & moderna (1725, druckfertiges, nicht erschienenes und später verschollenes Manuskript eines theoretischen Werkes)